# Sig (Milchprodukt)
Der Sig ist ein Nebenprodukt der Molkenkäseherstellung. 

## Bezeichnung
Es sind verschiedene regionale Bezeichnungen bekannt, je nach Ort Sig, Sieg oder Gsig, in Vorarlberg ist der Name Sig gebräuchlich, im Bregenzerwald Wälder Schokolade, in der Schweiz Älplerschokolade. In Notzeiten wurde Sig als Ersatz für Schokolade oder Energieriegel verwendet, was – neben seiner Farbe – zur Namensgebung beigetragen hat.

## Herstellung
Nachdem die Süßmolke vom restlichen Eiweiß (Ziger) getrennt wurde, besteht sie überwiegend aus Lactose. Die Molke wird mehrere Stunden lang bei hoher Hitze gerührt und reduziert. Zuletzt entsteht eine leicht karamellisierte, zähflüssige Masse.

## Verwendung
Der Sig schmeckt sehr intensiv nach Molke und hat eine braune Farbe. Er wird wie Schokolade oder als Bonbon gegessen. Seine Konsistenz erinnert an Marzipan. In der gehobenen Küche Vorarlbergs findet man häufig ein Sig-Parfait auf der Speisekarte. Sig soll, genauso wie die Molke, gut gegen Magen- und Darmbeschwerden sein und gilt somit auch als Hausmittel.